# Мартини, Райан
Райан Дэниэл Мартини (англ. Ryan Daniel Martinie) — бас-гитарист американской метал-группы «Mudvayne», а также прогрессив-рок/джаз-фьюжн проекта Soften the Glare (2015 — н.в.). Присоединился к Mudvayne в 1998 году и записал с ними 5 студийных альбомов.

## Биография
Дед Райана был одним из руководителей хора в христианской церкви, поэтому в доме Райана с детства звучало много музыки. Отец музыканта играл на гитаре, фортепиано и неплохо пел. Когда Райана спросили, почему он выбрал именно бас-гитару, он сказал: «Мой выбор для меня до сих пор является загадкой, могу только сказать, что бас-гитара является звеном, которое связывает все остальные инструменты».
В Иллинойсе Райан изучал джазовый бас, а также получил несколько школьных наград по классическому вокалу.
В 1998 году музыканту было предложено присоединиться к группе Mudvayne, уже выпустившей к тому времени демоальбом Kill, I Oughta. В группе Райан показал комплексные и сложные партии, в большинстве своем несвойственные для ню-метала, придав характерное в будущем сочное звучание группе, и неоднократно получал положительные признания критиков за свой уникальный стиль игры.
В 2012 году Райан поехал в тур с группой Korn, заменяя Реджинальда Арвизу, у которого в это время родился ребёнок.
В 2013 году сотрудничал в проекте Kurai.
Кроме этого, Райан Мартини уже долгое время является эндорсером компании Warwick и предпочитает 5-струнные бас-гитары модели Thumb.
С 2015 года играет на бас-гитаре в джаз-фьюжн проекте Soften the Glare. Проект является результатом сотрудничества с гитаристом Боном Лозагой, который также является рекламным лицом компании Framus — дочернего предприятия Warwick, выпускающего акустические и электрогитары. Дебютный альбом группы — Making Faces — был выпущен 1 сентября 2017 года. Второй альбом, получивший название Glint, увидел свет 3 марта 2020 года.

## Личная жизнь
О личной жизни Райана известно немного. Он женат и проживает в городке Мебан, Северная Каролина. Является страстным книголюбом. Его любимые музыканты — The Beatles, John Patitucci, Chick Corea, King Crimson, Porcupine Tree, Death, Meshuggah и Mastodon.

## Дискография
В составе Mudvayne:
- L.D. 50 (2000)
- The End of All Things to Come (2002)
- Lost and Found (2005)
- The New Game (2008)
- Mudvayne (2009)

В составе Kurai:
- Breaking The Broken (2013)

В составе Soften the Glare
- Making Faces (2017)
- Glint (2020)